# 菩薩寺
24°06′25″N 120°40′35″E / 24.106958°N 120.676498°E
菩薩寺，是全台灣最小的寺廟，位於臺灣臺中市大里區永隆里，建築風格為清水模，由半畝塘集團的江文淵所設計。

## 緣起
此寺住持慧光法師，新竹人，父親為越戰時期駐防臺灣新竹空軍基地的美國士兵，母親臺灣人，赴美於聖地牙哥加利福尼亞大學畢業後出家，由星雲法師剃度，後落腳於大里，由信徒買地建立菩薩寺。慧光法師在佛光山期間認識建築設計公司半畝塘，就請該公司來設計這座寺院。設計師江文淵，於2004年底落成。

## 建築
寺位在爽文國中正對面，寺址永隆路147號。寺院臨路謙退，室內規劃挑高，地坪約113坪、建坪約191坪。建築結構是以水、木、石、佛像所交疊重構。外觀簡約風格以滿牆的爬牆虎作搭配，門前植一株老梅樹，樹下有座大石頭，木門古樸。依照建築構想，踏進木門即展開「求道之路」，每條動線、階梯之轉折，都具意涵，象徵求道過面對的考驗和抉擇。
建築為三層樓，一樓作為大堂、接待處和展覽區。庭院水塘旁靜坐一尊佛像，植有蓮花，步道旁更有許多菩薩與佛像的相關飾品，中庭植有大樹。一樓牆上掛著不少攝影作品，每一個轉身皆有大小佛像安座。二樓為佛殿，三樓則為寫經室，除了少數空間限制外，其餘皆可自由參訪。
此建築乃半畝塘第一件清水模作品。該建築入圍2009年台灣建築獎、2011年臺中市-都市空間設計大賞。寺方人員表示菩薩寺變成了景點，為當初未預料到，很多寺院曾來參訪，也希望佛法能透過這樣平實的方式走進大家的日常生活中。

## 外部連結
- IBS 菩薩寺的Facebook專頁
- 官方网站